# Can Cortada i Mas Olivet
|  | Per a altres significats, vegeu «Can Cortada (desambiguació)». |

Can Cortada i el Mas Olivet conformen un conjunt de dos masos al nord-oest del petit nucli de Vilademires, a ponent del municipi de Cabanelles al qual pertany. Està inclòs en l'Inventari del Patrimoni Arquitectònic de Catalunya.
La finca inclou la masia de can Cortada i el mas Olivet. Segons el Pla Especial d'identificació i regulació de masies i cases rurals de l'ajuntament de Cabanelles Can Cortada i Mas Olivet són edificacions anteriors al 1200 amb reformes i ampliacions posteriors. En una de les llindes de l'edificació es pot apreciar la data 1782 .
Can Cortada està formada per un edifici de grans dimensions destinat a habitatge i una altra construcció formada per dos cossos adossats i destinada a usos agrícoles. La casa és de planta rectangular, amb la coberta de teula de dues vessants i distribuïda en planta baixa, pis i golfes. La façana principal, orientada a migdia, presenta una terrassa adossada al nivell del pis i un portal d'accés de mig punt bastit en maons i els brancals de pedra, actualment reformat i obert a l'extrem de llevant del parament. Des de la terrassa, unes escales exteriors donen accés a un jardí delimitat per un mur de tanca. Les obertures del pis són rectangulars, algunes d'elles emmarcades en pedra. A les golfes s'obren tres grans finestrals de mig punt bastits amb lloses i pedra desbastada. Adossat a l'extrem nord-oest de la casa hi ha un petit cos actualment reformat, del que destaca la volta de mig punt de pedra de la planta baixa. La façana de ponent presenta una porta d'accés directe al jardí, d'arc rebaixat de maons, i dues finestres emmarcades en pedra. De la façana de llevant, les finestres del pis han estat força reformades tot i que destaca la de l'extrem de migdia, amb teuladeta superior, bastida amb carreus de pedra i la llinda plana gravada amb la data 1782. Les del segon nivell són de mida més petita i estan emmarcades en pedra. La pallissa és de planta rectangular i dos pisos, amb la coberta de dues vessants. Presenta una gran obertura d'arc rebaixat bastida en maons per accedir a l'interior i una finestra de les mateixes característiques al pis, dividida per un pilar central. Darrere seu hi ha un altre cos rectangular adossat a la façana de llevant de la casa, amb la coberta d'un sol vessant.
El mas Olivet està situat a ponent, a pocs metres de la masia. Està situat en un terreny en pendent, entre dos murs de contenció de terres. És de planta rectangular, amb la coberta d'un sol vessant de teula i distribuït en tres nivells. Les obertures són rectangulars i estan bastides amb maons. Destaca un plafó d'obra situat damunt la porta d'accés de ponent, amb l'any de reforma de la construcció.
Les construccions són bastides en pedra i maons disposats irregularment i lligats amb morter.